# Levone
Levone (Alvon in piemontese) è un comune italiano di 463 abitanti della città metropolitana di Torino in Piemonte, situato in Canavese a nord del capoluogo piemontese

## Storia
Nei pressi della cappella di San Pietro Apostolo, in frazione Montiglio, sono state ritrovate lapidi ed iscrizioni risalenti al III-IV secolo che evidenziano la presenza di un exilium di epoca tardo-imperiale.

Nell'estate del 1474 quattro donne furono processate per stregoneria e due di loro furono condannate ad essere arse vive nei pressi del paese: gli atti del processo alle masche di Levone sono conservati presso l'Archivio di Stato di Torino.

### Simboli
Il gonfalone è un drappo rettangolare di azzurro riccamente ornato di ricami d'argento.

## Monumenti e luoghi di interesse
- Torre-porta dell'antico ricetto, in centro al paese
- Santuario della Consolata, presso al cimitero sulla strada per Barbania
- Chiesa parrocchiale di San Giacomo Apostolo
- Cappella di Sant'Antonio, con dipinto sulla facciata raffigurante la Sindone
- Cappella di Santa Rita, sulla collina a 502 m. di altitudine, nei pressi del Truc Ariund
- In data 3 ottobre 2021 è stata inaugurata la panchina gigante numero 175 di colore rosa sulle colline e le vigne sovrastanti l'abitato[4]

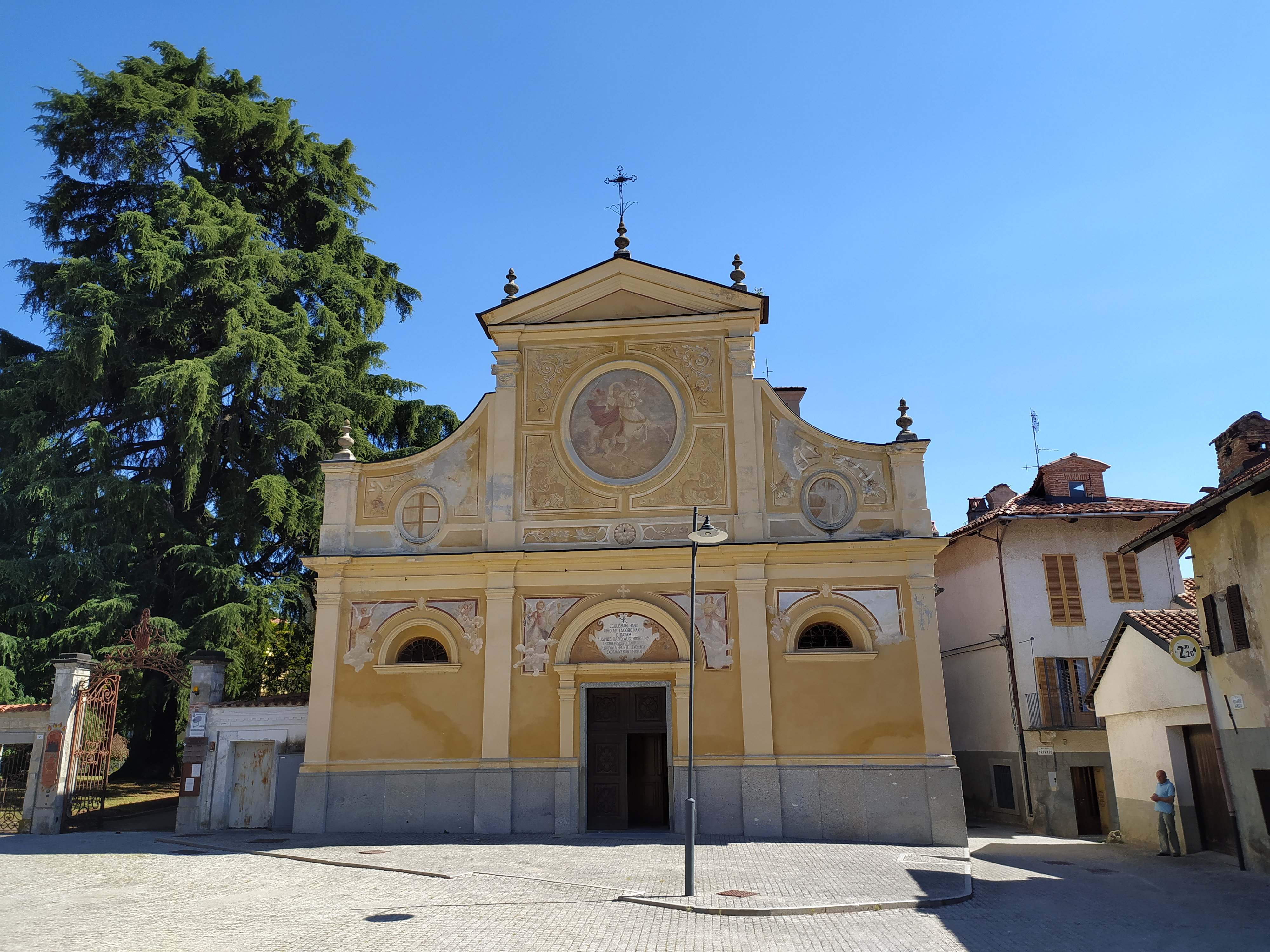
Chiesa di San Giacomo Apostolo
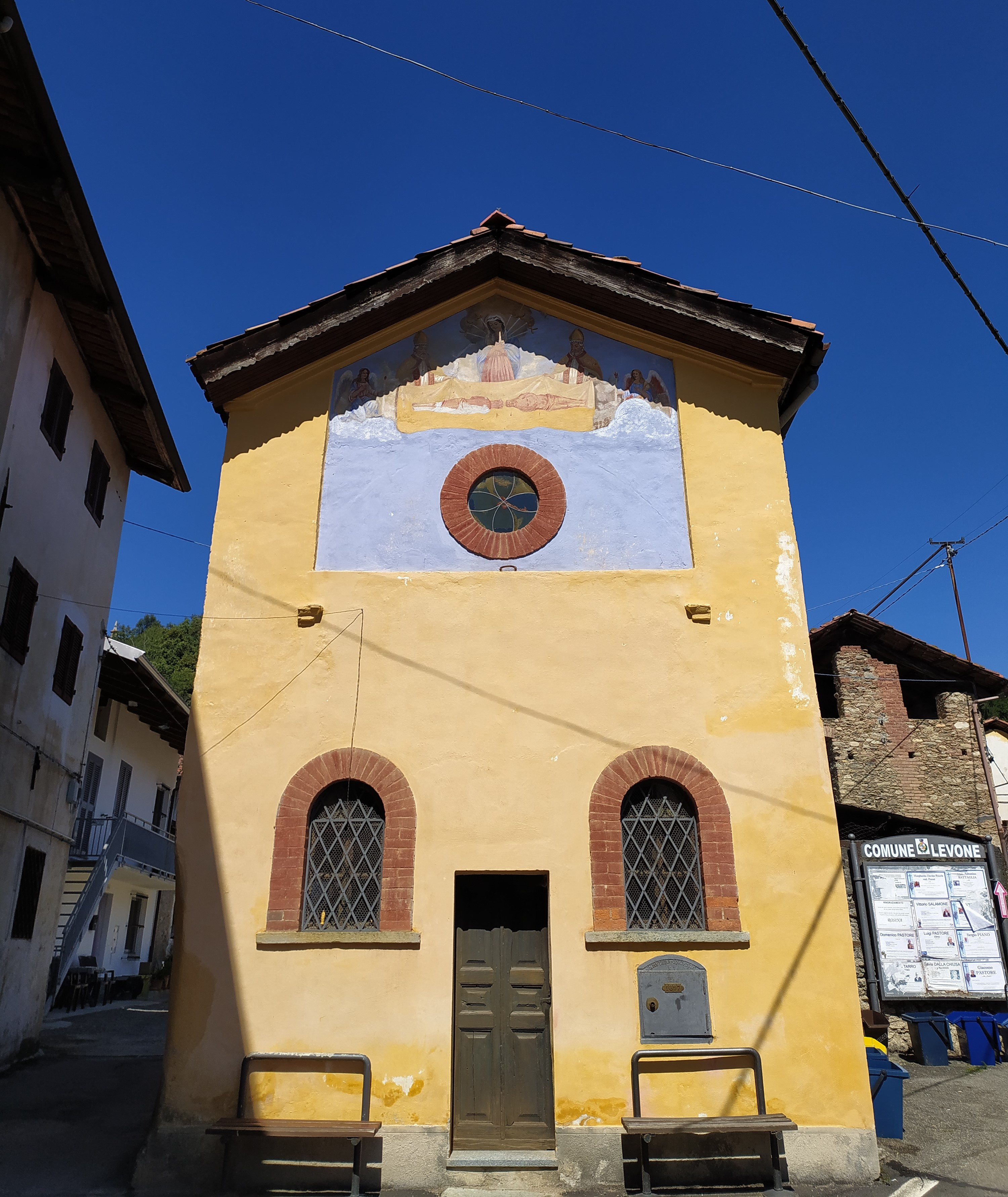
Cappella S. Antonio
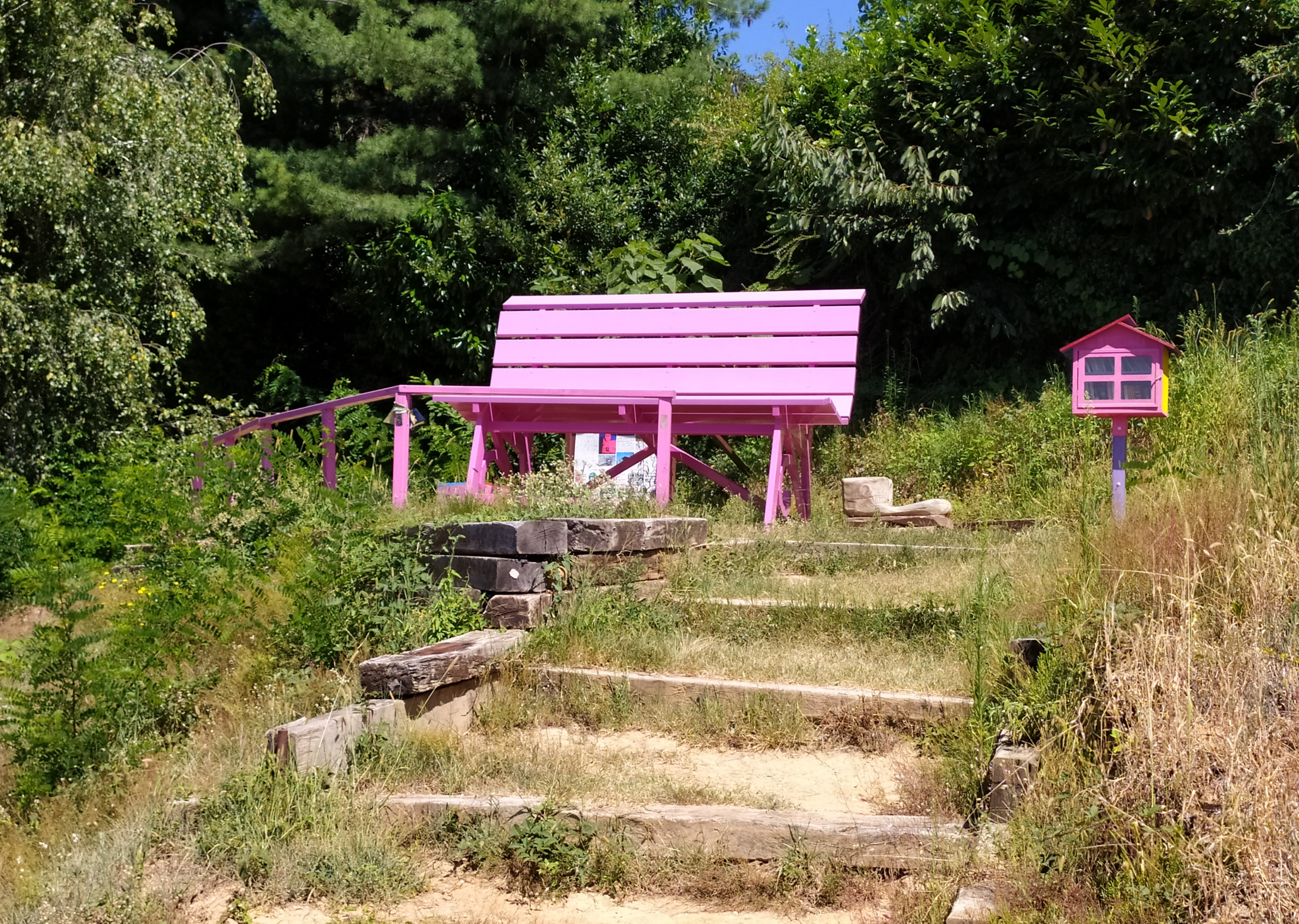
Panchina Rosa sulle colline circostanti
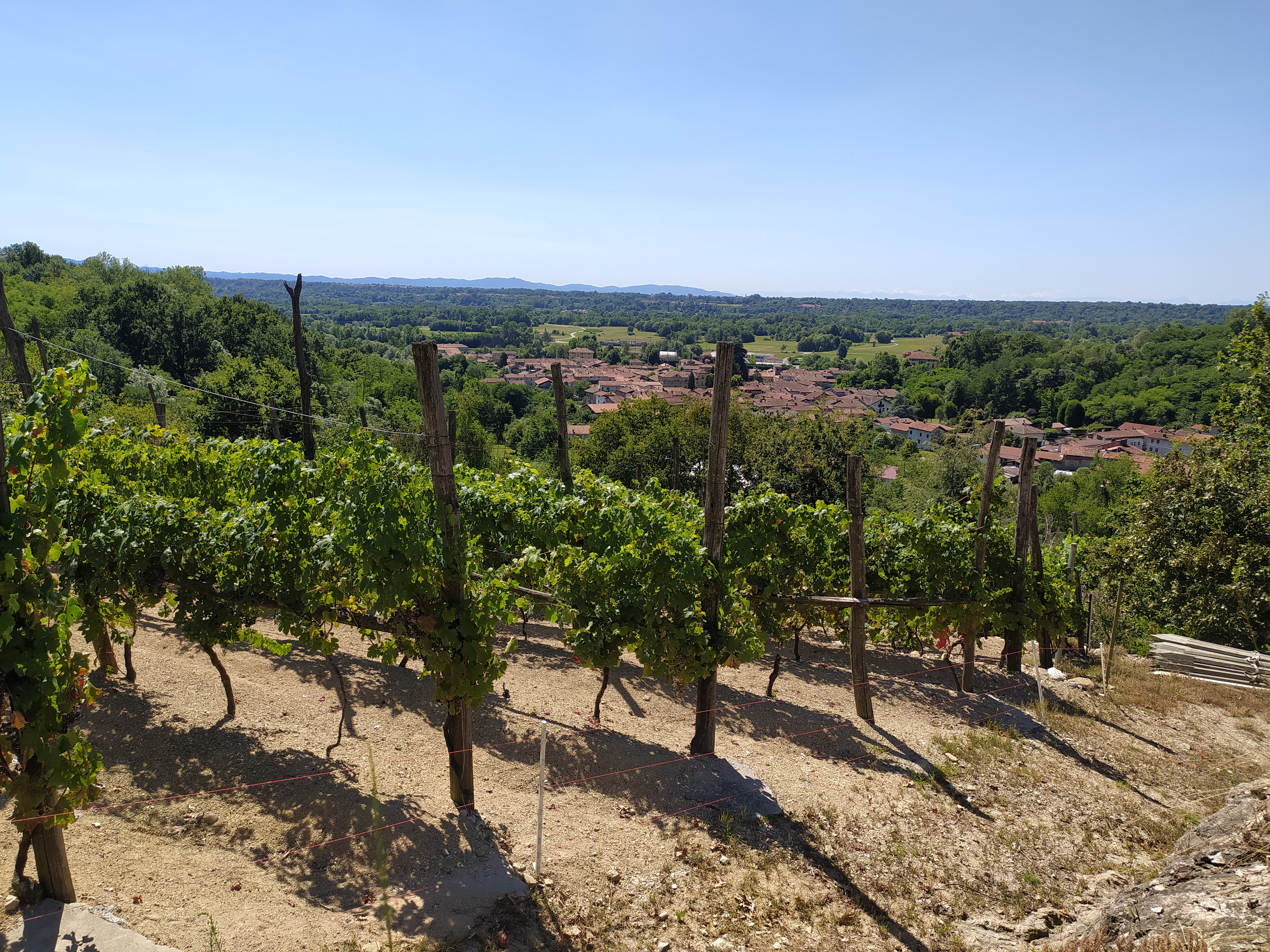
Veduta tra le vigne

## Società

### Evoluzione demografica
Negli ultimi cento anni, a partire dal 1921, la popolazione residente si è dimezzata.
Abitanti censiti

## Amministrazione
Di seguito è presentata una tabella relativa alle amministrazioni che si sono succedute in questo comune.
| Periodo        | Periodo        | Primo cittadino          | Partito                                | Carica  | Note  |
| -------------- | -------------- | ------------------------ | -------------------------------------- | ------- | ----- |
| 10 giugno 1985 | 30 maggio 1990 | Giovanni Battista Allice | lista civica                           | Sindaco | [ 6 ] |
| 30 maggio 1990 | 13 marzo 1992  | Giovanni Battista Allice | Democrazia Cristiana                   | Sindaco | [ 6 ] |
| 13 marzo 1992  | 24 aprile 1995 | Giampiero Pastore        | lista civica                           | Sindaco | [ 6 ] |
| 24 aprile 1995 | 14 giugno 1999 | Giampiero Pastore        | centro                                 | Sindaco | [ 6 ] |
| 14 giugno 1999 | 14 giugno 2004 | Giampiero Pastore        | lista civica                           | Sindaco | [ 6 ] |
| 14 giugno 2004 | 8 giugno 2009  | Maurizio Giacoletto      | lista civica                           | Sindaco | [ 6 ] |
| 8 giugno 2009  | 26 maggio 2014 | Maurizio Giacoletto      | lista civica                           | Sindaco | [ 6 ] |
| 26 maggio 2014 | 27 maggio 2019 | Maurizio Giacoletto      | lista civica Leone rampante con anfora | Sindaco | [ 6 ] |
| 27 maggio 2019 | in carica      | Massimiliano Gagnor      | lista civica Leone rampante con anfora | Sindaco | [ 6 ] |

### Altre informazioni amministrative
Il comune di Levone faceva parte della Comunità montana Alto Canavese.